# Tétéma flambé
Chamaeza campanisona
Espèce
Synonymes
- Myiothera campanisona

Statut de conservation UICN

 LC  : Préoccupation mineure
Le Tétéma flambé (Chamaeza campanisona), également appelé Chamaeza à queue courte, est une espèce de passereau de la famille des Formicariidae.

## Systématique
Il a été décrit en 1823 sous le nom scientifique de Myiothera campanisona par Martin Lichtenstein.

## Sous-espèces
Cet oiseau est représenté par onze sous-espèces, voire douze. Chamaeza campanisona tshororo n'est pas listée dans la base de données ITIS et ne formerait selon certains auteurs qu'une sous-espèce avec la sous-espèce de référence Chamaeza campanisona campanisona.
- C. c. columbiana Berlepsch & Sztolcman, 1896 — versant est de la cordillère Orientale (Colombie) ;
- C. c. punctigula Chapman, 1924 — de la cordillère Orientale (Équateur) au nord du río Marañón (Pérou) ;
- C. c. olivacea Tschudi, 1844 — centre-est du Pérou ;
- C. c. huachamacarii W.H. Phelps & W.H. Phelps Jr, 1951 — tépuis du sud du Venezuela (cerro Huachamacare) ;
- C. c. berlepschi Sztolcman, 1926 — sud-est du Pérou et extrême-ouest de la Bolivie ;
- C. c. venezuelana Ménégaux & Hellmayr, 1906 — centre de la cordillère de la Costa (Venezuela) ;
- C. c. yavii Phelps & Phelps Jr, 1947 — tépuis du centre-sud du Venezuela (cerro Yaví) ;
- C. c. obscura Zimmer & W.H. Phelps, 1944 — montagnes du sud-est du Venezuela (Gran Sabana, cerro Calentura et pic de la Neblina) ;
- C. c. fulvescens Salvin & Godman, 1882 — tépuis du sud-est du Venezuela (mont Roraima) et ouest du Guyana ;
- C. c. boliviana Hellmayr & Seilern, 1912 — Andes boliviennes ;
- C. c. campanisona (Lichtenstein, 1823) — forêt atlantique ;